# Wirsén
Wirsén er navnet på en svensk adelsslægt:

## Personer
- Gustav Fredrik Wirsén (1779-1827) – statsråd
- Carl David af Wirsén (1842-1912) – svensk digter
- Carin Wirsén (født 1943) – svensk forfatter

| Slægtsnavne | Spire Denne artikel om et slægtsnavn er en spire som bør udbygges. Du er velkommen til at hjælpe Wikipedia ved at udvide den. |